# Viña del Mar
Viña del Mar este un oraș și comună din provincia Valparaíso, regiunea Valparaíso, Chile, cu o populație de 324.836 locuitori (2012) și o suprafață de 121,6 km2. Orașul de pe coasta Pacificului este un loc de agrement pentru locuitorii din regiune.